# Sacoglottis maguirei
Sacoglottis maguirei är en tvåhjärtbladig växtart som beskrevs av José Cuatrecasas. Sacoglottis maguirei ingår i släktet Sacoglottis och familjen Humiriaceae. Inga underarter finns listade i Catalogue of Life.